# Hanhana
Hanhana fou una de les principals ciutats hitites del nord-est entre les situades a la zona propera als territoris kashka, que es va lliurar del domini d'aquestos. Fou una de les bases hitites del regne de Hakpis a la seva creació vers el 1300 aC per Muwatallis II per son germà Hattusilis.